# Strada statale 134 di Castel Sardo
La strada statale 134 di Castel Sardo (SS 134) è una strada statale italiana di rilevanza locale.

## Percorso
Ha inizio nel territorio comunale di Laerru, dalla strada statale 127 Settentrionale Sarda e ha un tracciato abbastanza scorrevole. Si snoda in direzione nord-ovest e tocca le sole località di Bulzi e di Sedini; in pochi chilometri arriva infine a Castelsardo, dopo aver attraversato alcune delle sue frazioni.
Immortalata nel 1958 dal fotografo Harry Weber, la statale si presentava ancora in condizioni non ammodernate, caratterizzata da un battuto sterrato e ghiaioso, testimone della condizione infrastrutturale sarda Fino agli anni 60.
Chiusa al traffico nel 1996 a causa di caduta massi in un tratto a ridosso dei pendii rocciosi, viene riaperta nel 2010 a conclusione degli adeguati lavori di contenimento.
Contestualmente fu avanzata l'ipotesi di una variante al tratto in questione che si ricongiungesse con la nuova SP 90 tra Sassari e Santa Teresa di Gallura in modo da eliminare l'isolamento dei centri abitati di Bulzi e Sedini; tale strada venne effettivamente realizzata ed aperta al traffico il 12 maggio 2011.

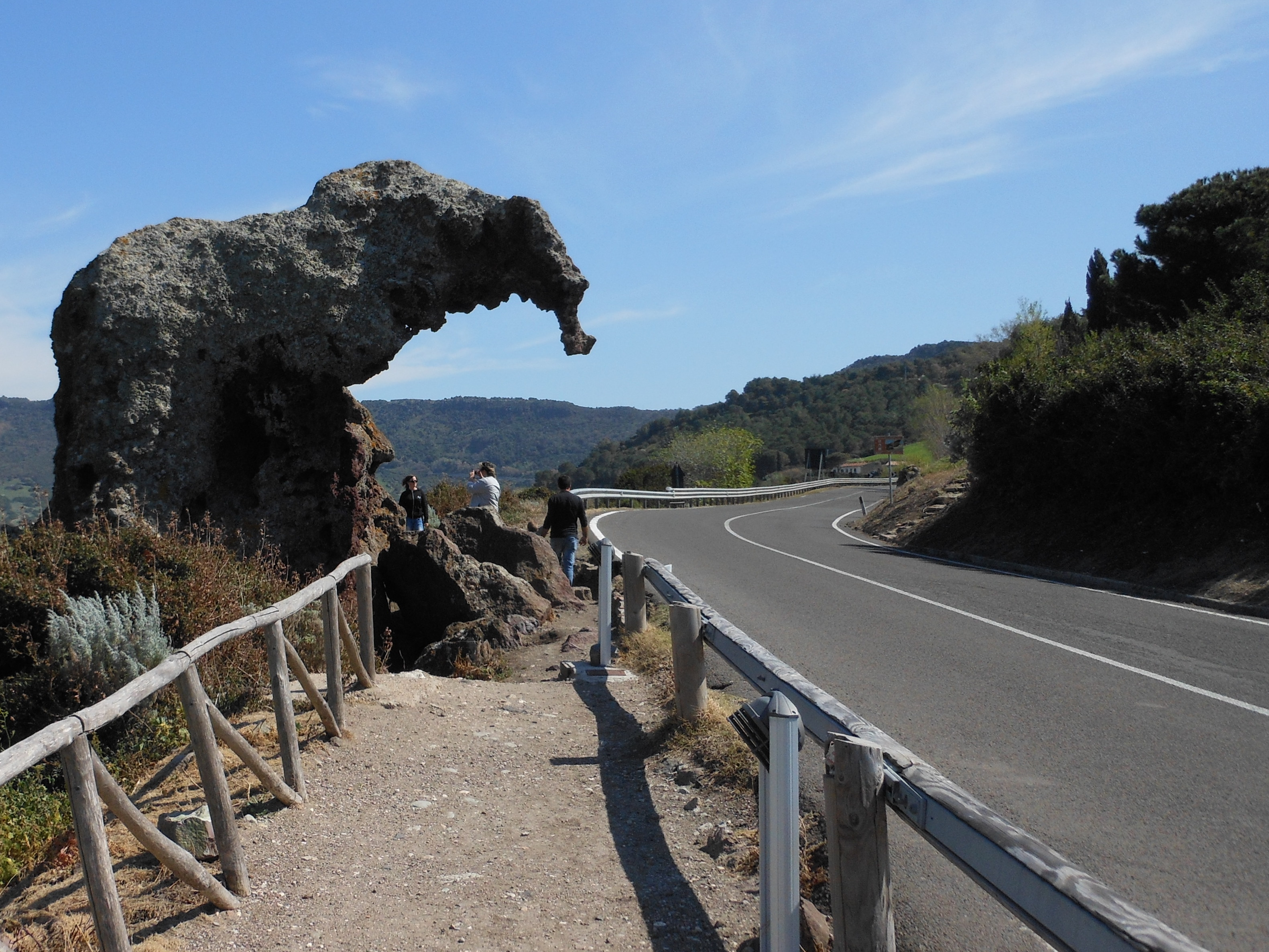
La SS 134 all'altezza della caratteristica roccia dell'Elefante, presso Castelsardo